# Laura Theresa Alma-Tadema
Laura Theresa Alma-Tadema (geboren als Laura Epps, Londen, 16 april 1852 – Hindhead, 15 augustus 1909) was een Engels kunstschilderes. Zij was de tweede vrouw van de oorspronkelijk uit Nederland afkomstige maar tot Brit genaturaliseerde schilder Lawrence Alma-Tadema. Nadat haar man in 1899 werd geridderd, mocht zij zich 'Lady Laura Alma-Tadema' noemen.

## Levensloop
Laura Theresa Epps was een dochter van de succesvolle arts George Napoleon Epps. Haar twee zusters waren eveneens actief in het schildersvak: Emily studeerde bij John Brett en Ellen bij Ford Madox Brown. Ellen was getrouwd met de dichter, schrijver en criticus Edmund Gosse. Hun zuster Louisa was de echtgenote van Rowland Hill.

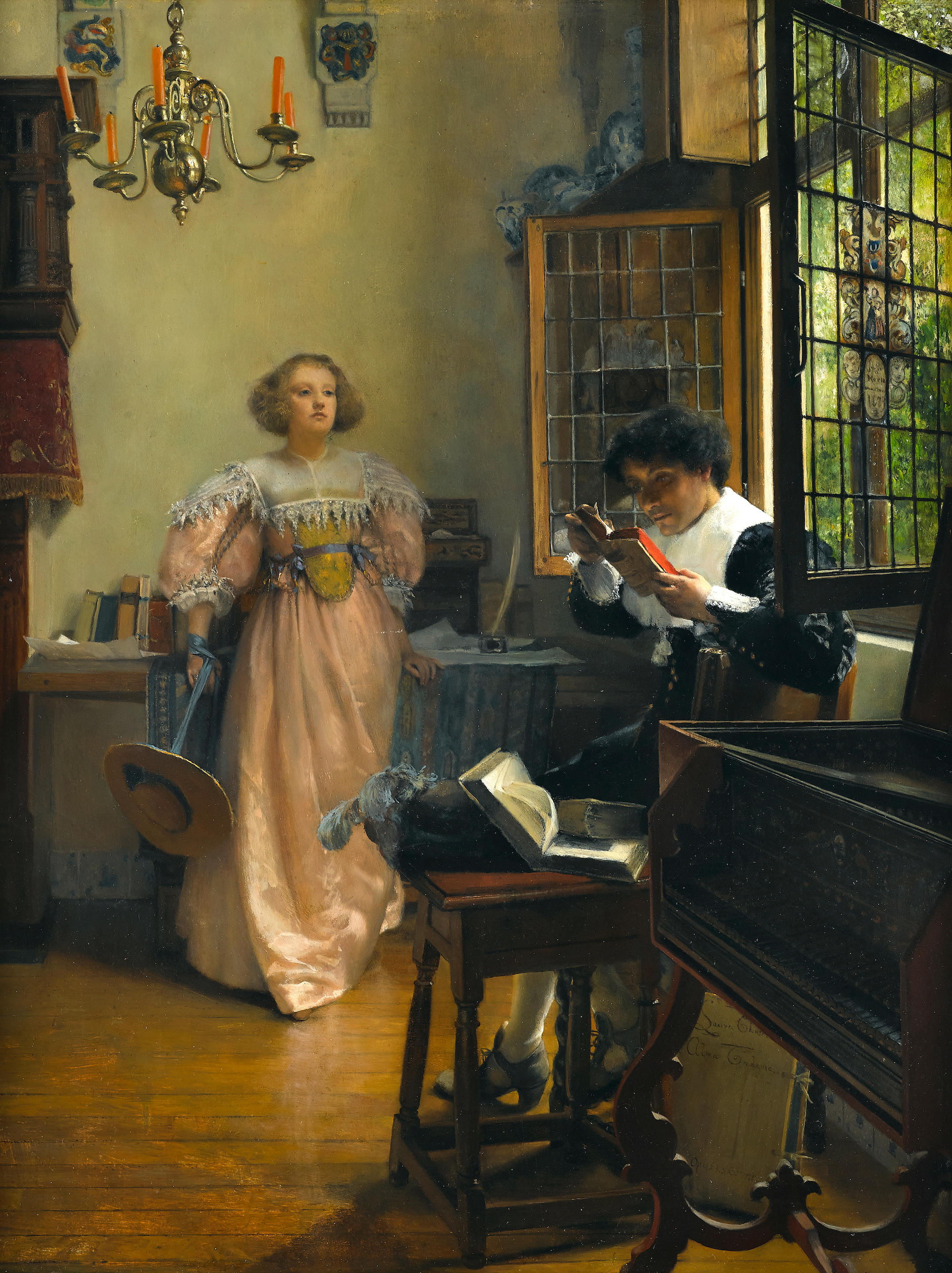
De volhardende lezer. Zonder jaar. Privéverzameling.

Laura maakte in december 1869 ten huize van Ford Madox Brown kennis met haar toekomstige echtgenoot. Zij was toen slechts 17 jaar oud; hij was 33 jaar en pas weduwnaar geworden. Het was van zijn kant liefde op het eerste gezicht en hij besloot mede daarom zich in Londen te vestigen met zijn jonge kinderen en zijn zuster. Hij slaagde erin, ondanks haar vaders bedenkingen in verband met haar leeftijd, Laura in de leer te nemen.
Al spoedig vroeg hij haar ten huwelijk. Zij trouwden in juli 1871. Het huwelijk bleef kinderloos, maar bleek gelukkig en Laura nam de zorg op zich van de kinderen van Lawrence, Laurence en Anna. Hij was een levenslustig en innemend man en het echtpaar verzorgde veel avonden met vermaak voor vrienden en collega's in hun atelier.
Laura toonde een opmerkelijke gave voor de schilderkunst en zij ontwikkelde zich voorspoedig. Haar stijl lijkt op die van haar echtgenoot, maar haar onderwerpkeuze was zeer verschillend: zij vervaardigde voornamelijk genrestukken waarin zij vrouwen en kinderen afbeeldde in een 17e-eeuwse Nederlandse setting.
Haar eerste grote succes beleefde zij op de Parijse salon van 1873. Vanaf dat jaar exposeerde zij ook werk bij de Royal Academy of Arts, de Grosvenor Gallery en andere galeries in Londen. In 1878 werd werk van haar tentoongesteld op de wereldtentoonstelling in Parijs, waar zij een van de slechts twee vrouwelijke Engelse exposanten was. Daarnaast publiceerde zij af en toe illustraties voor onder andere het English Illustrated Magazine. Zij diende ook als model voor haar echtgenoot en andere kunstenaars.

## Lijst van werken
| Titel                            | Datering  | Type        | Verblijfplaats                   | Afbeelding |
| -------------------------------- | --------- | ----------- | -------------------------------- | ---------- |
| World of dreams                  | 1876      | Schilderij  | Onbekend                         |            |
| Moeder en kind in het bos        | Ca. 1880  | Schilderij  | Brooklyn Museum, New York        |            |
| Koningin Catherina van Frankrijk | 1888      | Lithografie | Onbekend                         |            |
| De volhardende lezer             | 1872-1909 | Schilderij  | Privéverzameling                 |            |
| Airs and graces                  | 1872-1909 | Schilderij  | Rijksmuseum Amsterdam, Amsterdam |            |
| A carol                          | 1872-1909 | Schilderij  | Privéverzameling                 |            |
| At the doorway                   | Ca. 1898  | Schilderij  | Privéverzameling                 |            |